# Hutka (okres Bardejov)
Hutka je obec na Slovensku v okrese Bardejov. Žije zde 96 obyvatel.
První písemná zmínka o obci pochází z roku 1588; dříve k ní patřila také osada Počekaj, která měla v roce 1828 15 obyvatel.
Nachází se zde pravoslavný (do roku 2000 řeckokatolický) chrám Narození přesvaté Bohorodičky z roku 1923.